# Río Retortillo
El río Retortillo es un río del sur de España perteneciente a la cuenca hidrográfica del Guadalquivir que transcurre por las provincias de Córdoba y Sevilla. 

## Curso
Nace en el término municipal de Hornachuelos (Córdoba), en la Sierra del Alta, a una cota de unos 600 m s. n. m. y va haciendo límite con la provincia de Sevilla, discurriendo sus aguas cercanas a la localidad de Las Navas de la Concepción (Sevilla). El Retortillo va en dirección norte-sur. Recibe por la margen derecha la Rivera de Ciudadeja (33,1 km) y algo más abajo forma el embalse del Retortillo, próximo al Cortijo El Águila. Desemboca en la margen derecha del río Guadalquivir, en el término de Palma del Río, haciendo límite con la provincia de Sevilla.
La cuenca del Retortillo tiene una superficie de 382 km² y se asienta sobre materiales paleozoicos.

## Flora y fauna
El río también hace de frontera entre el parque natural Sierra Norte de Sevilla y el parque natural Sierra de Hornachuelos. Su curso bajo queda fuera de los parques naturales, si bien se ha declarado Zona de Especial Conservación (ZEC) sobre todo por su importancia para el lince ibérico.
La ZEC contiene una vegetación típica del bosque mediterráneo, siendo las especies arbóreas y arbustivas más características las encinas, los alcornoques, los piruétanos, los acebuches, lentiscos, mirtos, madroños, jaras, romero,  aulagas, olivillas,  etc. En la mitad sur se encuentran pinares y matorrales en distinto grado de cobertura y pastizales combinados con pinos (Pinus pinea) mientras que en la zona de ribera se desarrollan formaciones arbustivas dominadas por adelfas y zarzamoras y tarajes combinadas con formaciones de fresnos, sauces y almeces.
Además del lince, también se encuentra el lobo y otras especies de interés comunitario de aves como la cigüeña  negra, el buitre negro y el águila real y de peces como colmilleja, calandino, pardilla y boga del Guadiana.